# Alabama Shakes
Pour les articles homonymes, voir Alabama (homonymie).
Alabama Shakes était un groupe de rock américain, originaire d'Athens, en Alabama. Il est formé en 2009, et composé de Brittany Howard (voix et guitare), Heath Fogg (guitare), Zac Cockrell (basse) et Steve Johnson (batterie). Le groupe se sépare en 2018 alors que Brittany Howard souhaite se concentrer sur son projet solo.

## Biographie

### Formation (2009–2011)
Brittany Howard et Zac Cockrell, tous deux élèves de la East Limestone High School dans le même comté de Limestone, commencent à écrire ensemble des chansons après les cours. Ils demandent ensuite au batteur Steve Johnson de se joindre à eux pour former un trio. Le petit groupe enregistre ses premières chansons au Clearwave recording studio à Decatur sous la houlette du producteur Jeremy Stephens. Le guitariste Heath Fogg a intégré le groupe après avoir entendu une des démos du trio. Ils choisissent au début de s'appeler The Shakes, puis ajoute Alabama pour ne pas être confondus avec d'autres formations du même nom.
En septembre 2011, ils enregistrent leur premier EP, Alabama Shakes, et attirent l'attention des médias. Ils sont invités à se produire au CMJ Music Marathon à New York. Le journaliste du New York Times Jon Pareles ne tarde pas à comparer la voix de Brittany Howard à celle de Janis Joplin.

### Boys and Girls(2012–2014)

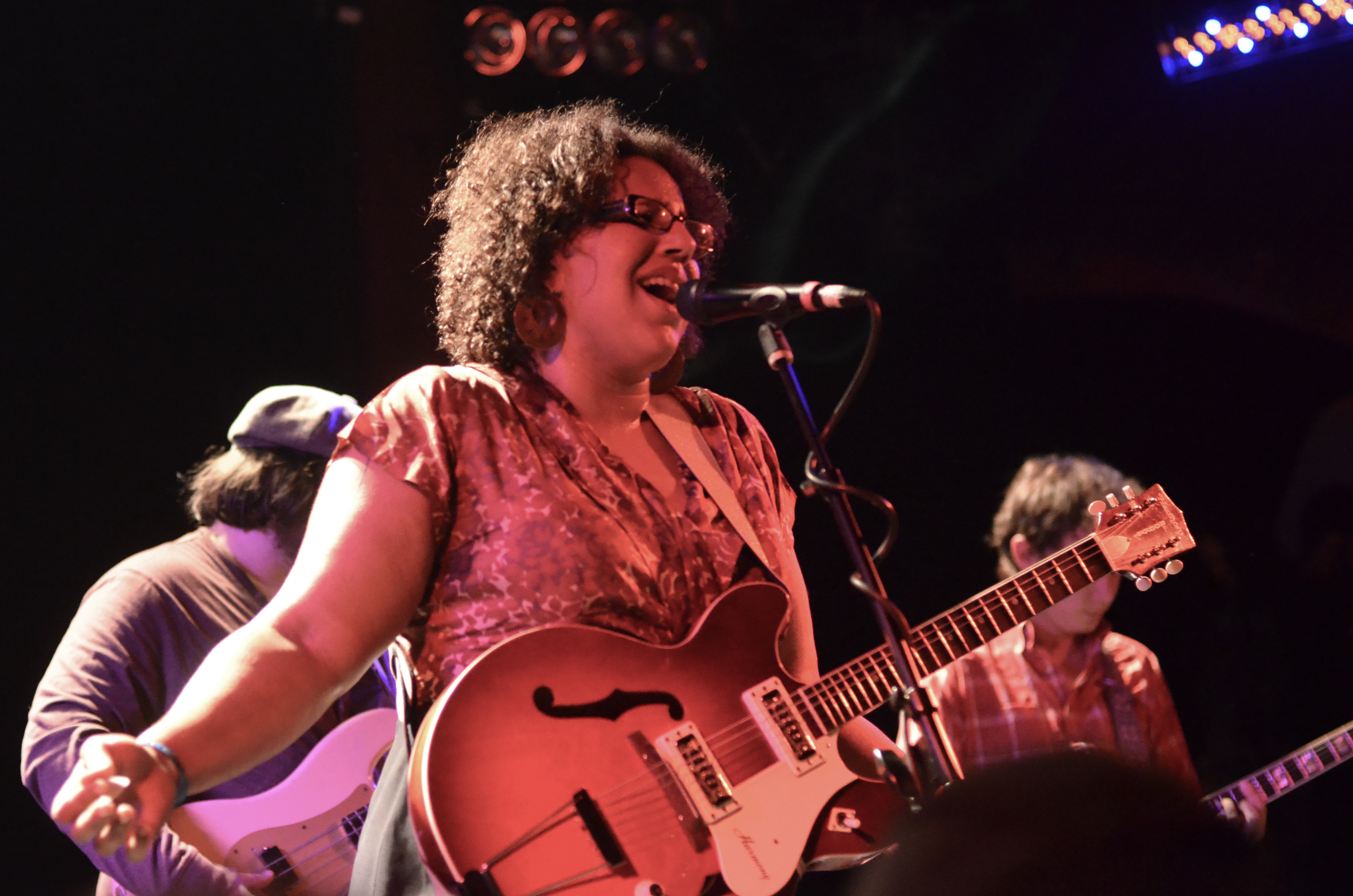
Le groupe trois mois avant la sortie de Boys and Girls en 2012.

Leur premier album, Boys and Girls, est publié en avril 2012. Sous format numérique, il débute seizième des classements américains, mais grimpe ensuite à la huitième place une fois le format physique sorti. L'album reçoit un bon accueil presque universel. Après une tournée européenne, ils ouvrent pour Jack White en été, et jouent à plusieurs festivals, comme le Sasquatch Music Festival, Bonnaroo et Lollapalooza. Le single principal de l'album, Hold On est un succès radio (classé premier du classement Billboard Adult Alternative Songs) et est sacré meilleur morceau de l'année par Rolling Stone.
Le groupe est nommé à trois reprises aux Grammy Awards en 2013 dans les catégories « meilleur nouveau groupe », « meilleure performance d'un morceau » pour Hold On, et « Best Recording Package » pour leur premier album, Boys and Girls,. Après leur performance aux Grammys, Boys and Girls est classé sixième du top 10, un an après sa sortie. Boys and Girls est certifié disque d'or par la RIAA avec plus 500 000 exemplaires vendus aux États-Unis, le 13 mars 2013. il est depuis certifié or pour plus de 744 000 aux États-Unis.

### Sound and Color(depuis 2015)
Le groupe commence à enregistrer son deuxième album à la fin 2013. Le groupe s'imprègne de toutes sortes d'influences musicales. Ils passent plus d'un an en studio, sans réel objectif, car ils ne voulaient écrire aucun nouveau morceau, épuisés par leurs tournées.
Leur deuxième album studio, Sound and Color, est publié le 21 avril 2015,,. Il débute premier du Billboard 200 aux États-Unis, ce qui en fait le premier album numéro un du groupe. Le single principal, Don't Wanna Fight, est classé deuxième des Adult Alternative Songs. L'album remporte finalement trois Grammy Awards, dont un dans la catégorie de « meilleur nouvel album alternatif »,. Le groupe joue au VMworld 2015 Party de l'ATT à San Francisco le 2 septembre 2015 et au Barclays British Summer Time de Hyde Park, à Londres, le 8 juillet 2016.
En 2018, le groupe remporte un Grammy pour sa performance de Killer Diller Blues dans le film The American Epic Sessions, réalisé par Bernard MacMahon. Ils enregistrent le morceau en live par-dessus la bande son électrique des années 1920.

## Style musical
Les premiers critiques de leur album, Boys and Girls (2012), notent que le style musical du groupe partage quelques points communs avec le rhythm and blues du milieu du XXe siècle,. Avec la voix de Howard, les morceaux sont comparés à ceux de Janis Joplin, Otis Redding, et Aretha Franklin. Howard s'inspire stylistiquement et vocalement de Bon Scott d'AC/DC.
Sur leur deuxième album, Sound and Color (2015), les critiques notent différents genres musicaux et touches de shoegazing et de groupes comme MC5.

## Membres

### Membres actuels
- Brittany Howard - chant, guitare
- Zac Cockrell – basse
- Heath Fogg – guitare, chœurs
- Steve Johnson – batterie, percussions, chœurs

### Membres additionnels pour les tournées
- Ben Tanner – claviers[21]
- Paul Horton - claviers[22]

## Discographie

### Participations
- 2012 : Silver Linings Playbook (titre Always Alright)
- 2015 : Mr. Robot, saison 1, épisode 10 (titre Sound and Color)
- 2021: Malcolm & Marie (titre Gimme All Your Love)